# Maria Yudina

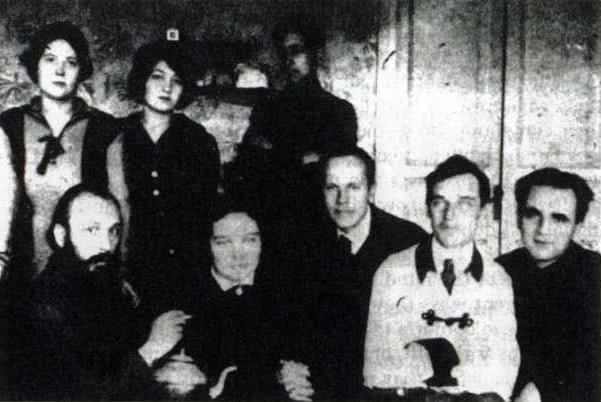
Fotografia do círculo intelectual de Mikhail Bakhtin. Sentados, da esquerda para a direita: Bakhtin, Yudina, Valentin Voloshinov, Lev Pumpianski, Pavel Medvedev. De pé, Konstantin Váguinov e sua esposa (Leningrado, foto de meados da década de 1920.

Maria Veniaminovna Yudina (em russo:  Мари́я Вениами́новна Ю́дина, Nevel, 28 de agosto de 1899- Moscovo, 19 de novembro de 1970) foi uma pianista russa, grande defensora da música contemporânea e reconhecida pelas suas interpretações de Johann Sebastian Bach e Ludwig van Beethoven. Foi uma das poucas vozes do mundo artístico soviético que mostrou abertamente o seu não-alinhamento com o regime comunista, o que lhe custou numerosas represálias. De família judaica e convertida ao cristianismo, é uma das figuras cristãs mais importantes da União Soviética.

## Biografia
Maria Yudina nasceu numa família judaica em Nevel, província de Vitebsk, Império Russo. Foi a quarta filha de Veniamin Yudin, um fisiologista de renome e perito forense, e da sua primeira esposa, Raisa Yakovlevna Yudina (nascida Zlatina; 1868-1918). Yudina estudou no Conservatório de Petrogrado sob o comando de Anna Yesipova e Leonid Nikolayev. Também estudou brevemente em privado com Felix Blumenfeld. Os seus colegas incluíam Dmitri Shostakovich e Vladimir Sofronitsky. Entre 1921 e 1922, Yudina participou de palestras no departamento histórico-filológico da Universidade de Petrogrado e, consequentemente, concluiu estudos em Teologia depois de já se ter convertido do judaísmo à fé cristã ortodoxa em 1919.

## Carreira
Após a sua graduação no Conservatório de Petrogrado, Yudina foi convidada a lecionar na escola, o que fez até 1930, quando foi despedida da instituição devido às suas convicções religiosas. Depois de ter estado desempregado e sem-abrigo durante alguns anos, Yudina foi convidada a lecionar o curso de piano graduado no Conservatório Estatal de Tbilisi entre 1932 e 1933. Em 1936, por sugestão de Heinrich Neuhaus, Yudina ingressou na faculdade de piano do Conservatório de Moscovo, onde lecionou até 1951. De 1944 a 1960 Yudina ensinou conjunto de câmara e aula de voz no Instituto Gnessin (atual Academia Gnessin). Em 1960 Yudina foi despedida do Instituto Gnessin devido às suas atitudes religiosas e à advocacia da música ocidental moderna. Continuou a atuar em público, mas os seus recitais foram proibidos de ser gravados. Depois de um incidente durante um dos seus recitais em Leningrado, quando leu a poesia de Boris Pasternak do palco como um encore, Yudina foi proibida de se apresentar durante cinco anos. Em 1966, quando a proibição foi levantada, deu um ciclo de palestras sobre romantismo no Conservatório de Moscovo.
De acordo com uma história não fundamentada no livro de Salomão Volkov, "Testemunho", que afirma representar as memórias de Dmitri Shostakovich, uma noite em 1944, Estaline ouviu uma performance do Concerto para Piano n.º 23 de Mozart na rádio realizada por Yudina, e pediu uma cópia. Foi uma emissão ao vivo para que as autoridades acordassem Yudina, a levaram para um estúdio de gravação onde uma pequena orquestra tinha sido rapidamente montada, e fez-lhe gravar o concerto a meio da noite; uma única cópia foi prensada a partir da matriz e dada a Estaline. Numa outra história apócrifa, foi-lhe atribuído o Prémio Estaline e doou a sua parte monetária à Igreja Ortodoxa Russa por orações pelos pecados de Estaline. Mas a gravação existente do concerto de Mozart com Alexander Gauk data de 1948, pelo que a data de 1943/1944 pode estar errada.
Embora Yudina não tenha criticado expressamente quaisquer figuras políticas ou o sistema soviético como um todo, manteve-se fiel às suas convicções religiosas. Morreu em Moscovo em 1970.
A totalidade da peças de Yudina foi marcada por grande virtuosismo, espiritualidade, força e rigor intelectual, com um estilo e tom altamente idiossincráticos.
Entre os seus amigos estavam Boris Pasternak (que fez a primeira leitura do seu romance Doutor Jivago no apartamento de Yudina logo em fevereiro de 1947), Osip Mandelstam, Mikhail Bakhtin, Pierre Suvchinsky, Dmitri Shostakovich, Pierre Boulez e Karlheinz Stockhausen. Graças aos esforços dos amigos de Yudina na Rússia, particularmente Anatoly Kuznetsov, as cartas e escritos de Yudina foram publicados no final da década de 1990 e início dos anos 2000.